# Encarta
Microsoft Encarta је укинута дигитална мултимедијална енциклопедија и претраживач који је  издавао од 1993. до 2009. Првобитно се продавао на ЦД-РОМ-у или ДВД-у, а био је доступан и на мрежи путем годишње претплате, иако су се каснији чланци такође могли бесплатно погледати на мрежи уз рекламе.  До 2008. комплетна енглеска верзија, Encarta Premium, састојала се од више од 62.000 чланака,  бројних фотографија и илустрација, музичких спотова, видео записа, интерактивног садржаја, временских ленти, мапа, атласа и алата за домаће задатке.
Microsoft је објавио сличне енциклопедије под робном марком Encarta на различитим језицима, укључујући немачки, француски, шпански, холандски, италијански, португалски и јапански. Локализоване верзије укључивали су садржаје лиценциране из националних извора и различите количине садржаја од енглеске верзије. На пример, верзија на холандском језику имала је садржај из холандске енциклопедије Winkler Prins. 
У марту 2009., Microsoft је објавио да укида и Encarta диск и онлајн верзије. MSN Encarta сајт је избрисан 31. октобра 2009. у свим земљама осим Јапана, где је затворен 31. децембра 2009. Microsoft је наставио да управља онлајн речником Encarta до 2011. 

## Историја

### Позадина
1985. Microsoft је покушао да успостави партнерство са Енциклопедијом Британика како би направио ЦД-РОМ верзију своје публикације. Пошто је њихов менаџмент сматрао да се то не уклапа у њихову традиционалну штампану понуду, Британика је одбила понуду Microsoft-а. До 1989. софтверска компанија је склопила уговор о неексклузивним правима са издавачима Funk & Wagnalls Encyclopedia и разматрала је преписивање материјала. Након успеха Комптонове мултимедијалне енциклопедије (1989; издала Британика) и The New Grolier Multimedia Encyclopedia (1992),  Microsoft је покренуо свој пројекат мултимедијалне енциклопедије под интерним кодним именом „Гандалф“.

### Лансирање
1993. "Гандалф" је званично представљен као Encarta. Encarta је коштала 395 долара по објављивању, иако је цена убрзо пала на 99 долара и често је био укључен у цену куповине новог рачунара.

## Пријем
Уредници PC Gamer US номиновали су Microsoft Encarta '95 за своју награду "Најбољи образовни производ" 1994. 